# Centaurea cuneifolia
Centaurea cuneifolia — вид квіткових рослин айстрових (Asteraceae). Ареал: Сербія, Косово, Північна Македонія, Албанія, Румунія, Болгарія, Греція, Туреччина.